# 尤寧格羅夫鎮區 (明尼蘇達州米克縣)
尤寧格羅夫鎮區（英語：Union Grove Township）是位於美國明尼蘇達州米克縣的一個行政鎮區。

## 地方資料
尤寧格羅夫鎮區的面積為93.02平方千米，當中陸地面積為90.59平方千米，而水域面積為2.43平方千米。根據2020年美國人口普查的數據，當地共有人口681人，而人口密度為每平方千米7.32人。